# Вагурин, Александр Андреевич
Александр Андреевич Вагурин (1910—1947) — подполковник Советской Армии, участник Великой Отечественной войны, Герой Советского Союза (1943).

## Биография
Александр Вагурин родился в 1910 году в деревне Черницино в крестьянской семье. Получил среднее образование, работал техником в Куйбышеве (ныне — Самара). В 1941 году Вагурин был призван на службу в Рабоче-крестьянскую Красную Армию. В том же году он окончил Куйбышевское пехотное училище и в июне был направлен на фронт Великой Отечественной войны. Первый раз принял участие в боевых действиях уже 26 июня под Минском. Во время боёв дважды был ранен. К осени 1943 года майор Александр Вагурин командовал 128-м миномётным полком 60-й армии Воронежского фронта. Отличился во время битвы за Днепр.
В сентябре-октябре 1943 года Вагурин умело организовал переправу своего полка через реки Сейс, Десна, Днепр. 6 октября 1943 года во время боя за плацдарм в районе села Горностайполь Чернобыльского района Киевской области Украинской ССР, поддерживая стрелковую дивизию, его полк сумел отбить 16 вражеских контратак. В боях Вагурин получил тяжёлую контузию, однако, придя в сознание, отказался покидать поле боя и, лишившись слуха, продолжал руководить боем при помощи письменных приказаний. Одновременно с этим Вагурин принял на себя командование и стрелковым полком, командир которого получил тяжёлое ранение. Всего же за полтора месяца боёв на плацдарме полк Вагурина уничтожил 15 артиллерийских и 8 миномётных батарей, 13 артиллерийских орудий, 23 миномёта, 57 пулемётов, 34 мотоцикла, 2 тягача, 20 подвод с грузами, около 1600 вражеских солдат и офицеров. Также полк подавил ещё 6 артиллерийских и 15 миномётных батарей и рассеял и частично уничтожил около 2 пехотных батальонов, взял в плен 20 солдат и 4 офицера противника.
Указом Президиума Верховного Совета СССР от 17 октября 1943 года за «образцовое выполнение заданий командования и проявленные мужество и героизм в боях с немецкими захватчиками» майор Александр Вагурин был удостоен высокого звание Героя Советского Союза с вручением ордена Ленина и медали «Золотая Звезда» за номером 1833.
Вместе со своим полком Вагурин дошёл до Берлина. В 1946 году в звании подполковника Вагурин был уволен в запас по состоянию здоровья, однако продолжил проводить общественную работу среди призывников и офицеров запаса. 8 мая 1947 года он был убит украинскими националистами под Дрогобычем. Похоронен в городе Стрый Львовской области, в его честь была названа улица в этом городе.
Был также награждён тремя орденами Красного Знамени, орденами Александра Невского и Красной Звезды, а также рядом медалей.

## Комментарии
1. ↑  Деревня Черницино в Переславском уезде[1] в последующем входила в состав Переславского (в 1944—1959 годы — Рязанцевского[2]) района; не сохранилась, ныне — урочище в Переславском районе[3] Ярославской области.